# 阿奇亞奧里家族
阿奇亚约利家族（英語：Acciaioli family），文艺复兴时期意大利佛罗伦萨的著名家族之一。其家族银行总部在佛罗伦萨，在罗马、那不勒斯和雅典设有分支机构。